# Procurador-Geral da República (Portugal)
O Procurador-Geral da República é o magistrado ao qual compete exercer a direção, fiscalização, representação e execução do Ministério Público de Portugal. Assegura a chefia da Procuradoria-Geral da República, o órgão superior do Ministério Público, bem como preside aos respetivos Conselho Superior e Conselho Consultivo.
O Procurador-Geral da República é nomeado e exonerado pelo Presidente da República, sob proposta do Governo. O seu mandato dura seis anos e pode ser renovado ilimitadamente, embora nenhum dos dois últimos titulares tenha sido reconduzido no cargo.
Tem categoria, tratamento e honras iguais aos do Presidente do Supremo Tribunal de Justiça e usa o mesmo traje profissional que este. É o único magistrado do Ministério Público designado pelo poder político e o único a quem não se exigem requisitos de formação numa área específica. É coadjuvado e substituído pelo Vice-Procurador-Geral da República.

## História
O cargo de Procurador-Geral da Coroa foi criado pelo a decreto nº 24 de 16 de maio de 1832 (Decreto de reforma das justiças), no âmbito das reformas políticas decorrentes do estabelecimento da Monarquia constitucional. O primeiro titular do cargo foi o magistrado João Baptista Felgueiras, nomeado a 3 de novembro de 1833.
Em 1869, absorveu as funções que competiam ao Procurador-Geral da Fazenda, cargo então extinto, passando a designar-se procurador-geral da Coroa e Fazenda. 
Na sequência da implantação da República em 1910, foi-lhe dada a designação de Procurador-Geral da República, que ainda hoje se mantém.
Desde 12 de outubro de 2018, a função é desempenhada por Lucília Gago, a segunda mulher e a 24.ª pessoa a ocupar o cargo de Procurador-Geral.

## Competências
Segundo o Estatuto do Ministério Público, compete ao Procurador-Geral da República: 
- Presidir à Procuradoria-Geral da República;
- Representar o Ministério Público no Supremo Tribunal de Justiça, no Tribunal Constitucional, no Supremo Tribunal Administrativo, no Supremo Tribunal Militar e no Tribunal de Contas;
- Requerer ao Tribunal Constitucional a declaração, com força obrigatória geral, da inconstitucionalidade ou ilegalidade de qualquer norma;
- Promover a defesa da legalidade democrática;
- Dirigir, coordenar e fiscalizar a atividade do Ministério Público e emitir as diretivas, ordens e instruções a que deve obedecer a atuação dos respetivos magistrados;
- Convocar o Conselho Superior do Ministério Público e o Conselho Consultivo da Procuradoria-Geral da República e presidir às respetivas reuniões;
- Informar o Ministro da Justiça da necessidade de medidas legislativas tendentes a conferir exequibilidade aos preceitos constitucionais;
- Fiscalizar superiormente a atividade processual dos órgãos de polícia criminal;
- Inspecionar ou mandar inspecionar os serviços do Ministério Público e ordenar a instauração de inquérito, sindicâncias e processos criminais ou disciplinares aos seus magistrados;
- Propor ao Ministro da Justiça providências legislativas com vista à eficiência do Ministério Público e ao aperfeiçoamento das instituições judiciárias ou a pôr termo a decisões divergentes dos tribunais ou dos órgãos da Administração Pública;
- Intervir, pessoalmente ou por substituição, nos contratos em que o Estado seja outorgante, quando a lei o exigir;
- Superintender nos serviços de inspeção do Ministério Público;
- Dar posse ao Vice-Procurador-Geral da República, aos procuradores-gerais-adjuntos e aos inspetores do Ministério Público;
- Exercer sobre os funcionários dos serviços de apoio técnico e administrativo da Procuradoria-Geral da República e dos serviços que funcionam na dependência desta a competência que pertence aos ministros, salvo quanto à nomeação;
- Exercer as demais funções que lhe sejam atribuídas por lei.

## Procuradores-gerais
| N.º  | Retrato | Procurador-Geral                   | Vida           | Mandato                 | Mandato                | Chefe de Estado          |
| N.º  | Retrato | Procurador-Geral                   | Vida           | Posse                   | Termo                  | Chefe de Estado          |
| ---- | ------- | ---------------------------------- | -------------- | ----------------------- | ---------------------- | ------------------------ |
| 1.º  |         | João Baptista Felgueiras           | 1787–1848      | 23 de Setembro de 1833  | 20 de Setembro de 1836 | Regente D. Pedro IV      |
| 2.º  |         | António Dias de Oliveira           | 1804–1883      | 3 de Novembro de 1836   | 1836                   | D. Maria II              |
| 3.º  |         | José Aguiar Ottolini (1.º mandato) | 1798–1859      | 3 de Agosto de 1838     | 20 de Agosto de 1844   | D. Maria II              |
| 4.º  |         | José Corrêa de Lacerda             | 1793–1856      | 23 de Agosto de 1844    | 1846                   | D. Maria II              |
| –    |         | José Aguiar Ottolini (2.º mandato) | 1798–1859      | 5 de Junho de 1846      | 1858                   | D. Maria II              |
| 5.º  |         | Joaquim Pereira Guimarães          | 1805–1878      | 4 de Outubro de 1859    | 26 de Janeiro de 1865  | D. Pedro V               |
| 6.º  |         | Sebastião de Almeida e Brito       | 1797–1868      | 17 de Fevereiro de 1865 | 8 de Junho de 1868     | D. Luís I                |
| 7.º  |         | João Martens Ferrão                | 1824–1895      | 28 de Julho de 1868     | 15 de Abril de 1886    | D. Luís I                |
| 8.º  |         | António Cardozo Avelino            | 1822–1889      | 21 de Abril de 1886     | 6 de Dezembro de 1889  | D. Luís I                |
| 9.º  |         | Adriano Machado                    | 1829–1891      | 31 de Janeiro de 1890   | 25 de Maio de 1891     | D. Carlos I              |
| 10.º |         | Ernesto Hintze Ribeiro             | 1849–1907      | 2 de Junho de 1891      | 19 de Janeiro de 1892  | D. Carlos I              |
| 11.º |         | Diogo Sequeira Pinto               | 1831–1917      | 19 de Janeiro de 1892   | 2 de Dezembro de 1898  | D. Carlos I              |
| 12.º |         | António Cândido                    | 1852–1922      | 2 de Dezembro de 1898   | 26 de Outubro de 1910  | D. Carlos I              |
| 13.º |         | Manuel de Arriaga                  | 1840–1917      | 17 de Novembro de 1910  | 24 de Agosto de 1911   | Teófilo Braga (Interino) |
| 14.º |         | José Azevedo e Silva               | 1859–1936      | 7 de Outubro de 1912    | 2 de Abril de 1929     | Manuel de Arriaga        |
| 15.º |         | Francisco Henriques Góis           | 1868–?         | 2 de Abril de 1929      | 1938                   | Óscar Carmona            |
| 16.º |         | Francisco Caeiro                   | 1890–1976      | 6 de Janeiro de 1943    | 1954                   | Óscar Carmona            |
| 17.º |         | António Furtado dos Santos         | 1912–1987      | 31 de Janeiro de 1969   | 2 de Agosto de 1974    | Américo Thomaz           |
| 18.º |         | João de Deus Pinheiro Farinha      | 1919–1994      | 23 de Agosto de 1974    | 2 de Abril de 1977     | António de Spínola       |
| 19.º |         | Eduardo Arala Chaves               | 1914–1992      | 2 de Abril de 1977      | 11 de Setembro de 1984 | António Ramalho Eanes    |
| 20.º |         | José da Cunha Rodrigues            | 1940 (84 anos) | 11 de Setembro de 1984  | 6 de Outubro de 2000   | António Ramalho Eanes    |
| 21.º |         | José Souto de Moura                | 1950 (74 anos) | 9 de Outubro de 2000    | 9 de Outubro de 2006   | Jorge Sampaio            |
| 22.º |         | Fernando Pinto Monteiro            | 1942–2022      | 9 de Outubro de 2006    | 12 de Outubro de 2012  | Aníbal Cavaco Silva      |
| 23.ª |         | Joana Marques Vidal                | 1955–2024      | 12 de Outubro de 2012   | 12 de Outubro de 2018  | Aníbal Cavaco Silva      |
| 24.ª |         | Lucília Gago                       | 1956 (68 anos) | 12 de Outubro de 2018   | 12 de Outubro de 2024  | Marcelo Rebelo de Sousa  |
| 25.° |         | Amadeu Guerra                      | 1955 (70 anos) | 12 de outubro de 2024   | Em exercício           | Marcelo Rebelo de Sousa  |